# Randucangkring
Randucangkring is een bestuurslaag in het regentschap Bondowoso van de provincie Oost-Java, Indonesië. Randucangkring telt 2599 inwoners (volkstelling 2010).